# Carcaliu
Carcaliu là một xã thuộc hạt Tulcea, România. Dân số thời điểm năm 2002 là 3472 người.